# Національний банк Румунії
Національний банк Румунії (рум. Banca Naţională a României) — центральний банк Румунії.

## Історія

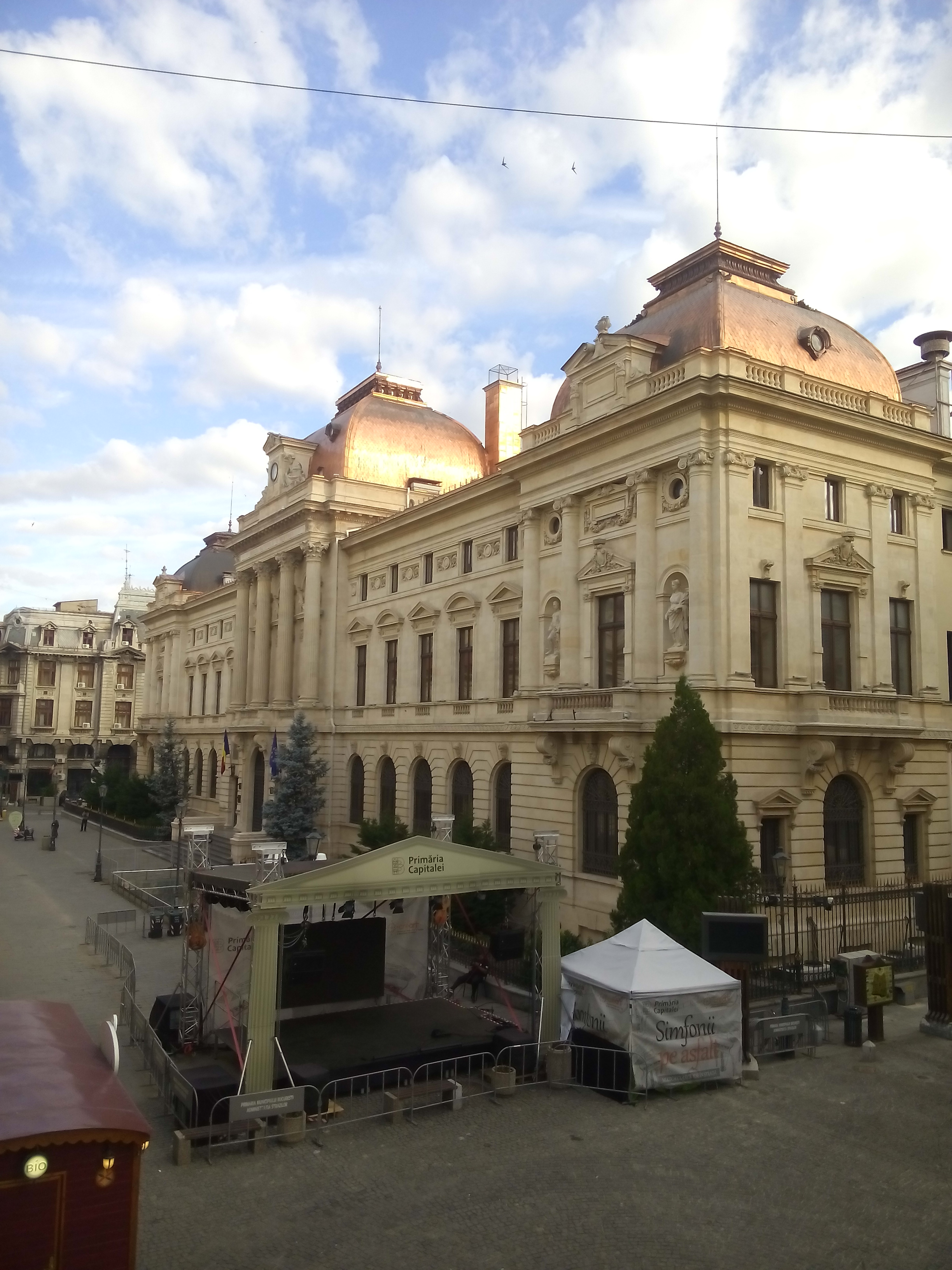
Стара будівля Національного банку

Перші паперові гроші були випущені в 1853 році Національним революційним комітетом — купюри в 10 дукатів. Банк Молдови, створений в 1852 році, 1 вересня 1856 випустив квитки Банку Молдови з позначенням номіналу двома мовами: румунською (в леях) і французькою (в піастрах).
У 1877 році випущено «іпотечні квитки» двох зразків — Міністерства фінансів та Національного банку Румунії (хоча банк був створений тільки в 1880 році).
23 квітня 1880 заснований Національний банк Румунії, ⅓ капіталу банку належала державі.
15 листопада 1916 Національний банк був евакуйований в Ясси — під захист російських військ. Днем раніше туди ж було евакуйовано казначейство.
У 1917 році на території Румунії, окупованій німецькими та австро-угорськими військами, випускалися в обіг паперові гроші Генерального банку Румунії.
31 грудня 1920 Національний банк Румунії отримав монопольне право на випуск банкнот.
Управління банком здійснює адміністративна рада (Consiliu de administraţie), що обирається парламентом строком на 5 років, при можливості переобрання, складається з губернатора (Guvernator), перший віце-губернатора (Prim-viceguvernator), двох віце-губернаторів (Viceguvernator) і 5 членів (Membru).